# بانوی بهشت
بانوی بهشت (انگلیسی: The Lady of Heaven و عربی: سيدة الجنة) یک فیلم سینمایی بریتانیایی در ژانر تاریخی، اکشن و درام به نویسندگی یاسر الحبیب و کارگردانی الی کینگ و بازی دنیس بلک، گابریل کارتاد، ری فیرون، مارک آنتونی برایتون، کریس جرمن، اسکار گارلند و آلبانه کورتوا محصول سال ۲۰۲۱ و تولید شده توسط شرکت خصوصی انلایتند کینگدم (به انگلیسی: Enlightened Kingdom) است. این اولین فیلمی است که توسط این کارگردان و شرکت ساخته شده‌است. در این فیلم داستان زندگانی دختر پیامبر اسلام، فاطمه زهرا بیان کرده و به نوعی، دوران معاصر را به دوران صدر اسلام و حوادث پس از درگذشت پیامبر اسلام گره می‌زند.

## خلاصهٔ داستان
در سال ۲۰۱۴، لیث، پسری که در بحبوحه حمله گروهک داعش به عراق، کشته شدن مادرش، فاطمه را توسط داعش جلوی چشمان خود می‌بیند پس از آن در میان جنگی خونین، یکی از جنگجویان حشد شعبی به نام رائد، او را نجات می‌دهد و سپس لیث را به فرزندی قبول می‌کند و او را با خود به بغداد منتقل می‌کند.
رائد، پسر را به دست مادربزرگ خود، بی‌بی می‌سپارد. بی‌بی از پسر داغ‌دیده استقبال می‌کند. شبی لیث با دیدن کابوس از خواب می‌پرد و فریاد می‌زند. بی‌بی به پیش او می‌آید و لیث را آرام می‌کند. از او می‌پرسد: آیا مادرت داستان بانوی بهشت را برایت تعریف کرده بود؟ لیث چیز زیادی از این داستان نمی‌داند. بی‌بی تصمیم می‌گیرد بخشی از داستان فاطمه زهرا را تعریف کند. داستان به ۱۴۰۰ سال پیش منتقل می‌گردد…

## بازیگران
- دنیس بلک در نقش بی‌بی
- گابریل کارتاد در نقش لیث لانراوی
- ری فیرون در نقش ابوبکر
- مارک آنتونی برایتون در نقش عمر
- کریس جارمن در نقش بلال
- آلبانه کورتوا در نقش فاطمه لانراوی
- اسکار گارلند در نقش رائد
- اندرو هریسون در نقش قنفذ
- سامی کریم در نقش خالد بن ولید
- لوکاس باند در نقش جمال
- کریستوفر شیوئرف
- دیمیتری آندریاس در نقش سلمان فارسی
- دیوید کاتساروا در نقش ابوسفیان بن حرب

## تولید
این فیلم حدود ۱۵ میلیون دلار هزینه داشته که طی ۶ سال از طریق تبلیغ در شبکه ماهواره‌ای فدک، توسط مخاطبان این شبکه تأمین شده‌است.

## اکران
تریلر این فیلم در ۲۳ دسامبر ۲۰۲۰ در یوتیوب منتشر شد. در ابتدا قرار بود بانوی بهشت در ۳۰ دسامبر سال ۲۰۲۰ اکران شود. اما به دلیل مسائل مربوط به بیماری همه‌گیر کووید ۱۹ به تأخیر افتاد. در نهایت این فیلم اکران خود را از ۱۰ دسامبر ۲۰۲۱ در آمریکا شروع کرد.

## مخالفت‌ها
ادارهٔ مخابرات پاکستان محتوای این فیلم را «کفرآمیز» یادکرده و درمدت کوتاهی پوشش محتواهای مربوط به آن را در پاکستان فیلتر کرد. مصر نیز اکران این فیلم را ممنوع کرد. مراکش نیز نمایش این فیلم را ممنوع اعلام کرد.
برخی مراجع تقلید شیعه در ایران از جمله مکارم شیرازی، نوری همدانی، صافی گلپایگانی و جعفر سبحانی این فیلم را تلاشی برای ایجاد شکاف و اختلاف بین مذاهب اسلامی می‌دانند و تماشا و انتشار آن را حرام اعلام کرده‌اند.
علاوه بر این، هفت تن از علمای سیاسی شیعه در بریتانیا نیز این فیلم را محکوم کردند و از آن به دلیل تشدید تنش‌های فرقه‌ای بین مسلمانان در بریتانیا انتقاد کردند.
علی شمخانی، سیاستمدار و نظامی ایرانی، در توییتی گفت:
راز اعتلای اسلام ناب، وحدت و تقریب مذاهب است. سیاست‌های محور غربی، عبری، عربی ذیل راهبرد اختلاف‌افکنی، روزی با تأسیس داعش و ریختن خون ملت‌های مسلمان و روزی با ساخت بانوی بهشت دنبال می‌شود.
ساترا نیز پخش رسانه‌ای و اینترنتی این فیلم را در ایران ممنوع اعلام کرد و گفت:
این فیلم به دلیل داشتن محتوایی با موضوعات نفرت پراکنی، تفرقه افکنی، تهییج تعصبات نژادی و به منظور توهین به مذاهب اسلامی، وحدت جهان اسلام را مورد حمله قرار می‌دهد و کاملاً ناقض دستورالعمل‌های محتوایی ساتراست، به همین علت انتشار آن در همه رسانه‌های صوت و تصویر فراگیر ممنوع است.
این فیلم در بریتانیا به نمایش گذاشته شد اما پس از اعتراضات اهل سنت در خارج از سینماها «سینی‌ورلد» دومین شرکت زنجیره‌ای بزرگ سینمای جهان، همه نمایش‌های بعدی این فیلم را لغو کرد. که این لغو بلافاصله با انتقادات شدیدی از ناحیه غالب جامعه با عنوان  «خدشه به بحث آزادی بیان» مواجه شد. به نوشته روزنامه گاردین، اهل سنت در بسیاری از شهرهای بریتانیا علیه فیلم مذکور تظاهرات کردند. سخنگوی شرکت سینمایی سینی‌ورلد گفت: «با توجه به اتفاقات اخیر مربوط به نمایش بانوی بهشت، ما تصمیم گرفتیم اکران‌های پیش رو از این فیلم را در سراسر کشور لغو کنیم تا از ایمنی کارکنان و مشتریان خود اطمینان حاصل کنیم».